# قهوة الرغبة بالموت
قهوة الرغبة بالموت (بالإنجليزية: Death Wish Coffee)‏ هيَ علامة تِجارية لأحد أنواع قهوة، وتَعتبر هذه العلامة نفسها «أقوى نوع قهوة في العالم»، وتقدم هذه القهوة بحيث تحتوي على ما يُعادل 728 ملليغرام من الكافيين لكل 12 أونصة.
تم البدء بإنتاج قهوة الرغبة بالموت في عام 2012 في قرية راند ليك في نيويورك. ظهرت هذه العلامة التجارية بشكلٍ واسع بعد اختيارها من قبل لتكون الفائزة بمسابقة «الأعمال الصغيرة، اللعبة الكبيرة» الخاصة بشركة إنتيوت، وهذا الأمر ساعدها على الانتشار بشكلٍ واسع.

## معرض الصور

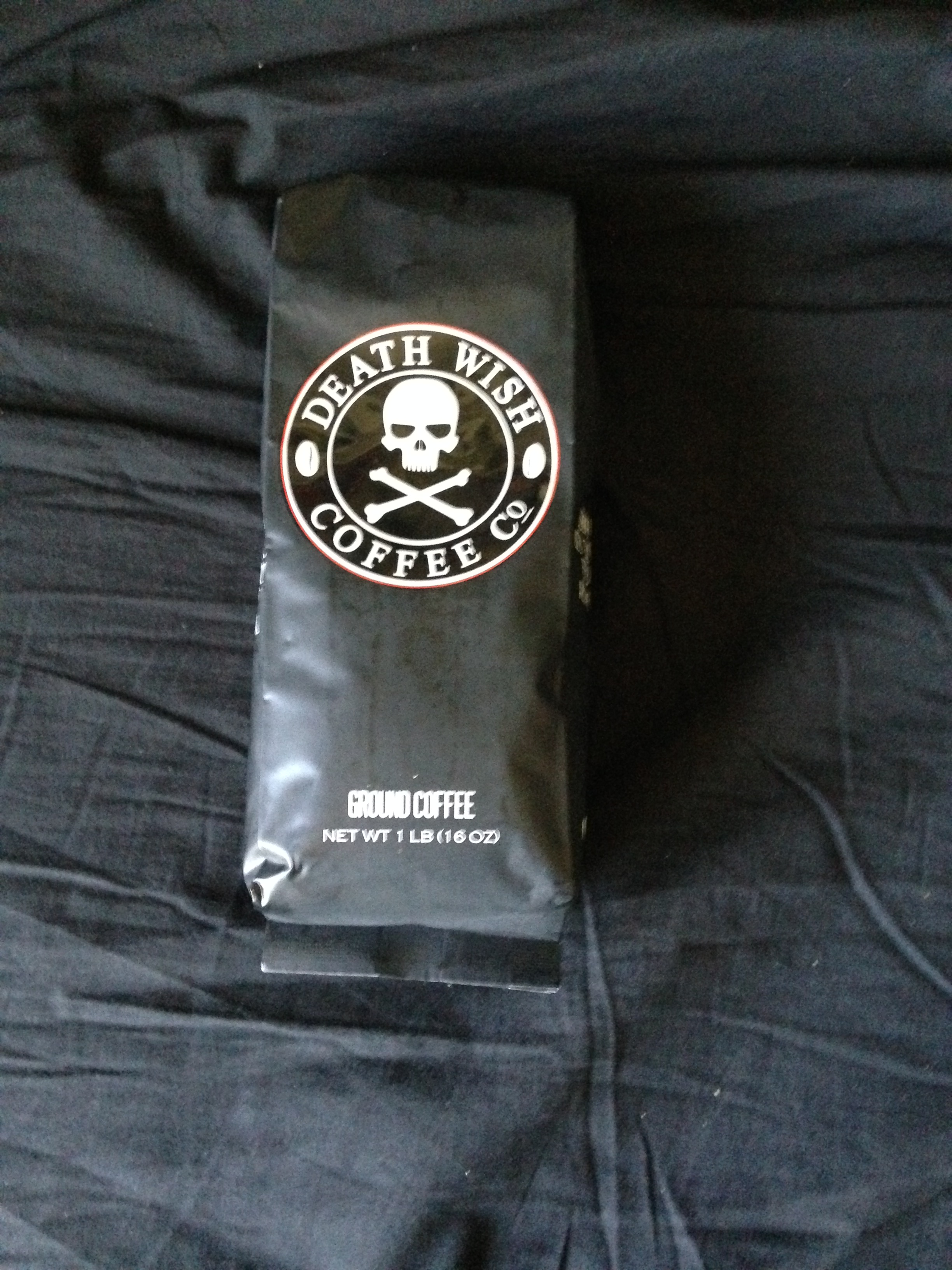

## روابط خارجية
- الموقع الرسمي